# Saint-Joseph-de-Rivière
Saint-Joseph-de-Rivière ist eine französische Gemeinde mit 1.243 Einwohnern (Stand: 1. Januar 2022) im Département Isère in der Region Auvergne-Rhône-Alpes. Sie gehört zum Arrondissement Grenoble und zum Kanton Chartreuse-Guiers. Die Einwohner werden Rivièrois(es) genannt.

## Geographie
Die Gemeinde Saint-Joseph-de-Rivière liegt im Westen des Chartreuse-Gebirges am Flüsschen Merdaret, das ab hier Canal de l’Herrétang genannt wird, rund 20 Kilometer nordnordwestlich von Grenoble und neun Kilometer östlich von Voiron. Umgeben wird Saint-Joseph-de-Rivière von den Nachbargemeinden Miribel-les-Échelles im Norden, Saint-Laurent-du-Pont im Osten, Saint-Pierre-de-Chartreuse im Südosten, La Sure-en-Chartreuse im Süden und Südwesten, Saint-Étienne-de-Crossey im Westen sowie Saint-Aupre im Nordwesten. Das Gemeindegebiet liegt im Regionalen Naturpark Chartreuse. Durch die Gemeinde führt die frühere Route nationale 520 (heutige D520).

## Bevölkerungsentwicklung
| Jahr                       | 1962 | 1968 | 1975 | 1982 | 1990 | 1999 | 2006 | 2014 | 2021 |
| Einwohner                  | 519  | 533  | 598  | 723  | 800  | 961  | 1093 | 1224 | 1245 |
| Quellen: Cassini und INSEE |      |      |      |      |      |      |      |      |      |

## Sehenswürdigkeiten

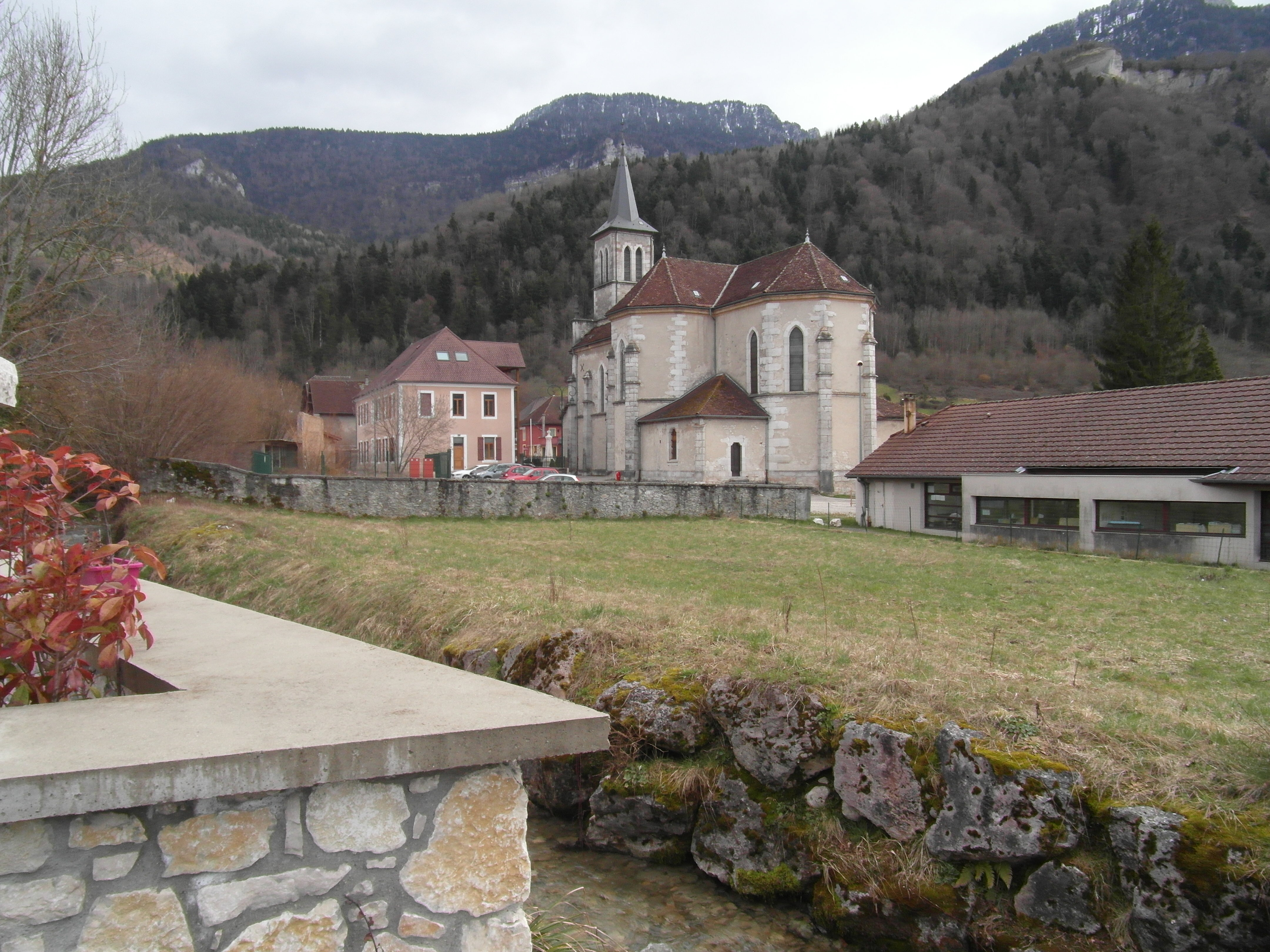
Kirche Saint-Joseph
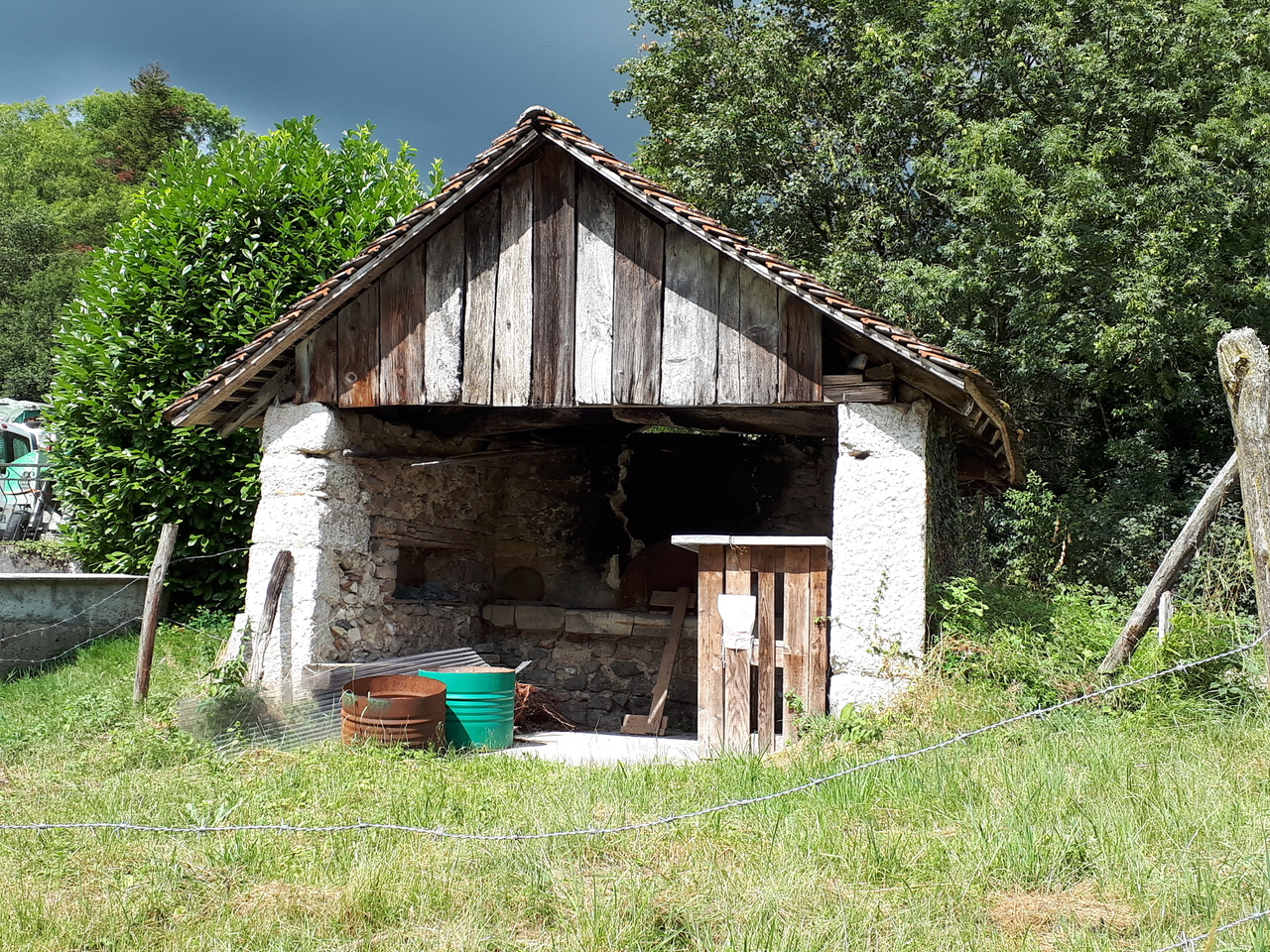
Ehemaliger öffentlicher Brotbackofen

- Höhle
- Wasserfall

- Kirche Saint-Joseph
- Ehemaliger öffentlicher Brotbackofen